# آشتی بلاغ
آشتی‌بلاغ روستایی از دهستان چهاردولی، بخش کشاورز، شهرستان شاهین‌دژ، استان آذربایجان غربی در ۲۷ کیلومتری شمال شرقی شاهین دژ قرار دارد. جمعیت این روستا در سال ۱۳۸۵، برابر با ۸۱ نفر و ۲۰ خانوار بوده‌است